# Mattie Dubé
Pour les articles homonymes, voir Dubé.
Martha Jane Thweatt connue sous le nom de Mattie Dubé, née le 27 décembre 1854 à Clarendon (Arkansas) et morte le 13 janvier 1944 à Monte-Carlo, est une peintre américaine. 

## Biographie
Martha Jane Thweatt vit à Helena (Alabama) avant de venir étudier à Cincinnati, Boston puis en France où elle est élève de William Bouguereau et de Tony Robert-Fleury à l'Académie Julian. Elle y rencontre son futur mari Théodore Dubé qu'elle épouse en 1888. Membre du Salon des artistes français, elle y obtient en 1896 une médaille de 3e classe et reçoit une médaille de bronze à l'Exposition universelle de 1900. 
En 1912, le couple Dubé perd leur unique enfant Theodora de la tuberculose. Mattie Dubé cesse alors définitivement de peintre.
Elle est inhumée avec son époux et leur fille au cimetière du Père Lachaise.